# اچ‌ام‌اس اوسورپر (پی۵۶)
اچ‌ام‌اس اوسورپر (پی۵۶) (به انگلیسی: HMS Usurper (P56)) یک زیردریایی بود که طول آن ۵۸٫۲۲ متر (۱۹۱٫۰ فوت) بود. این زیردریایی در سال ۱۹۴۲ ساخته شد.